# ویویان (ویرجینیای غربی)
ویویان(به انگلیسی: Vivian) شهری در ایالت ویرجینیای غربی کشور ایالات متحده آمریکا است که جمعیت آن در سرشماری سال ۲۰۱۰ میلادی، ۸۲ نفر بوده‌است.